# Grottes de Réclère
Les grottes de Réclère sont un ensemble de grottes situées dans les environs ouest de Porrentruy, dans le massif du Jura, en Suisse. Elles se développent sur près d'un kilomètre et demi.

## Géographie

### Situation
Les grottes de Réclère sont situées à proximité immédiate de la frontière franco-suisse. Elles sont creusées à proximité d'un col situé à 658 m d'altitude, au sommet d'un pli avancé du massif jurassien qui se prolonge avec le Lomont. Ce pli d'orientation ouest-est est coincé entre la vallée du Doubs au sud et le val de Réclère au nord.

### Géologie
Ces grottes résultent de l'effondrement d'une cavité primitive creusée lors du plissement du Jura au début du Pliocène (il y a environ 5 à 6 millions d’années) par l'action corrosive d'eaux superficielles infiltrées dans les calcaires tendres très fracturés du Rauracien (Jurassique supérieur, ère secondaire, environ 155 millions d’années).

## Histoire
La presse régionale a rendu publique l'existence de ce site dès 1889. Les paysans des environs avaient cependant depuis longtemps connaissance de ce gouffre qu'ils avaient baptisé « Trou du Fahy ». Ils l'utilisaient comme une sorte de dépotoir où ils jetaient des carcasses d'animaux domestiques.